# Адмиральский бульвар
Адмиральский бульвар — улица в Феодосии, от улицы Назукина до улицы Гоголя. Одна из центральных улиц города.

## История
Улица проходит по внешней границе средневековых крепостных укреплений Феодосии, в связи с чем первоначальное название улицы — Крепостная. Въездные ворота Св. Фомы находились у моста через ров напротив здания Финансово-экономической академии. До настоящего времени вдоль улицы сохранились рвы генуэзской крепости.
В конце XIX — начале XX века у начала улицы (угол с современными улицами Назукина и Коробкова, на месте парка Юбилейный) обширную площадь занимал рынок.
В середине 1890-х годов на примыкающей к улице бывшей базарной площади было возведено новое здание Феодосийской мужской гимназии.
В советское время носил название улица Розы Люксембург.
Современное название с 2003 года в честь вице-адмирала Николая Соковнина (1811—1894). Бюст адмирала установлен в начале бульвара в 2002 году, скульптор Валерий Замеховский

## Достопримечательности
д. 3 — МБОУ Специализированная школа № 1 имени Д. Карбышева с углубленным изучением французского языка
д. 34 — Бывшая Феодосийская гимназия, до недавнего времени здание занимала Финансово-экономическая академия, ныне здесь Управление экологического надзора Восточно-Крымского региона. 
На бульваре сохранилась типичная городская застройка Феодосии 1-2-этажными жилыми зданиями, с протяжёнными фасадами и сочными каменными деталями — карнизами, наличниками, сандриками.

## Галерея

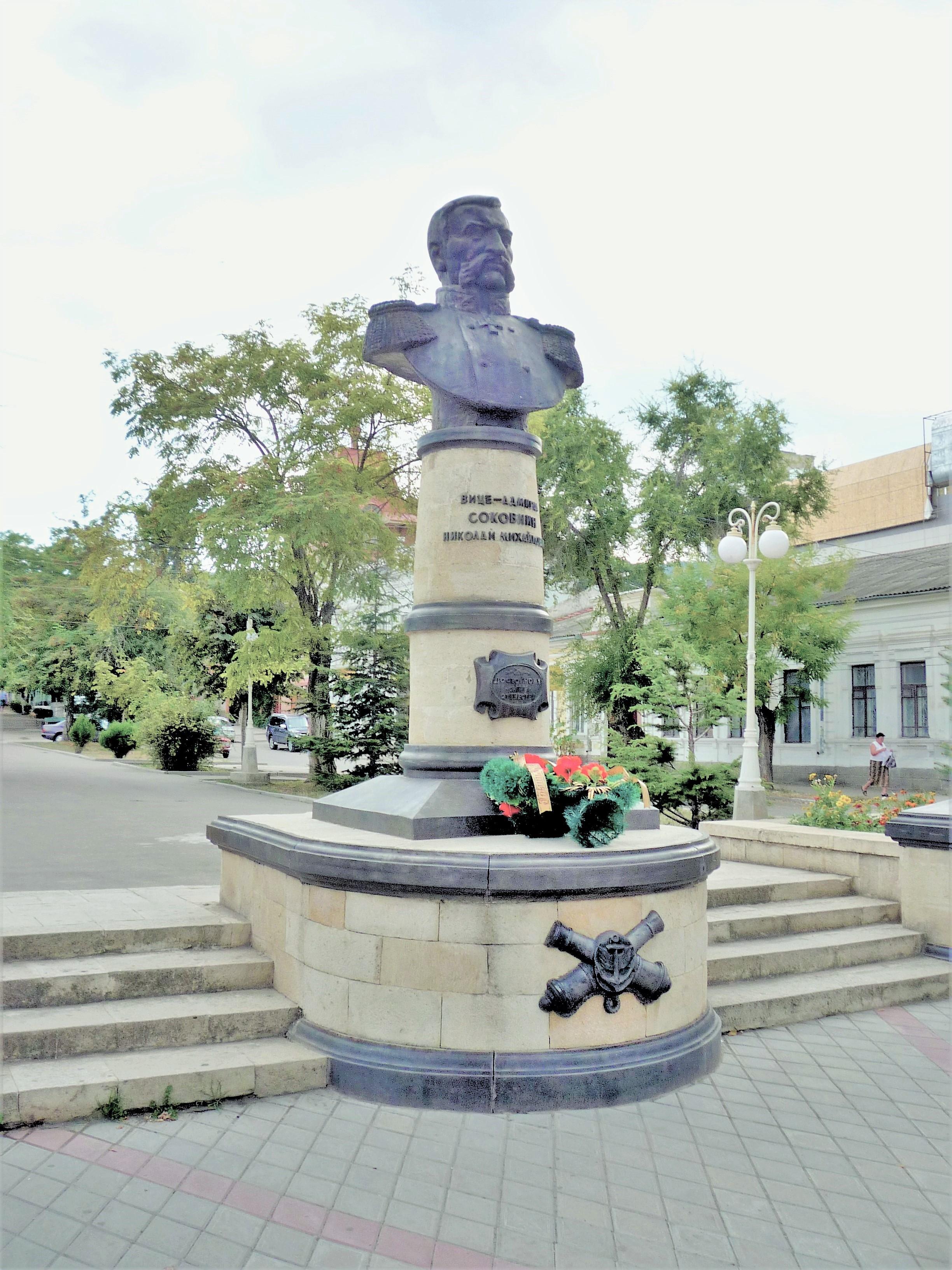
Бюст вице-адмиралу Соковнину
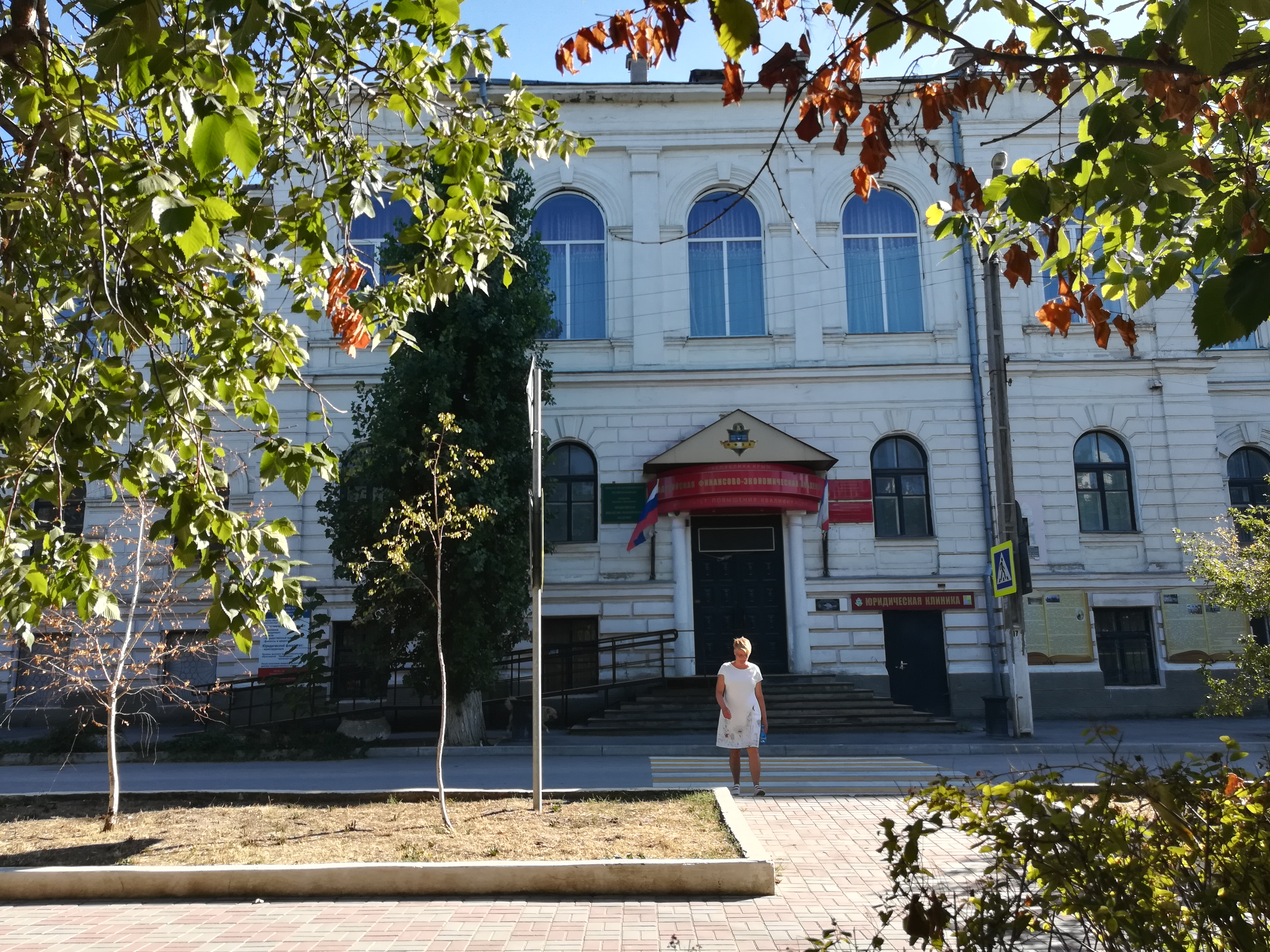
Бывшая гимназия
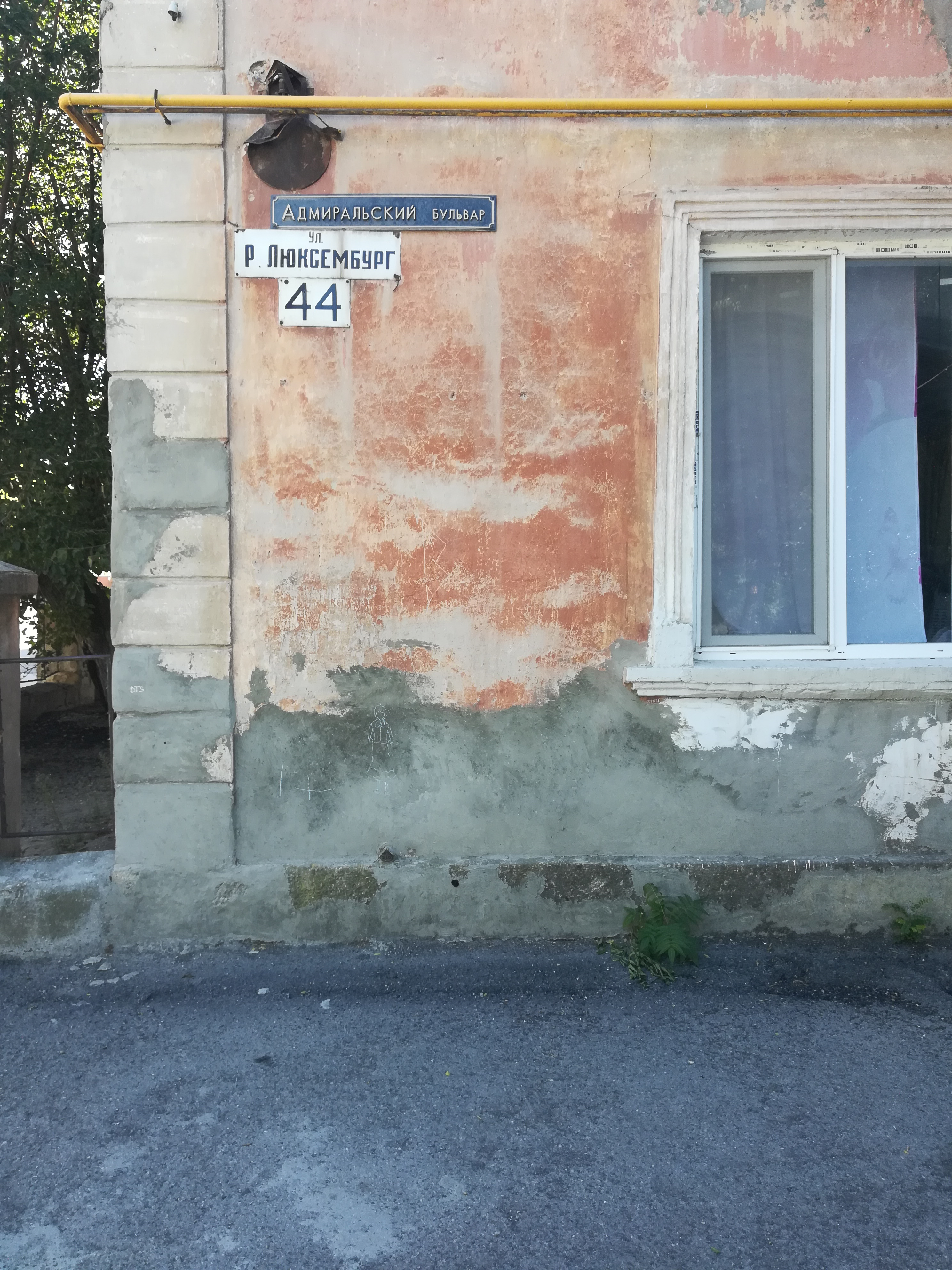
Старые и новые названия